# 埃马拉莫机场
埃马拉莫机场（印尼语：Bandar Udara Emalamo）是印度尼西亚北马鲁古省苏拉群岛县的一座机场，位于萨纳纳岛东部海岸。跑道规格1,100 x 23 m（3,609 x 75 ft）。距离萨纳纳镇中心5千米。

## 航空公司和目的地
| 航空公司     | 目的地   |
| ------------ | -------- |
| 快速航空     | 特尔纳特 |
| 蒂莫尼姆航空 | 特尔纳特 |

## 资料来源
- （印尼文） Direktorat Jenderal Perhubungan Udara （页面存档备份，存于）